# Ab ovo

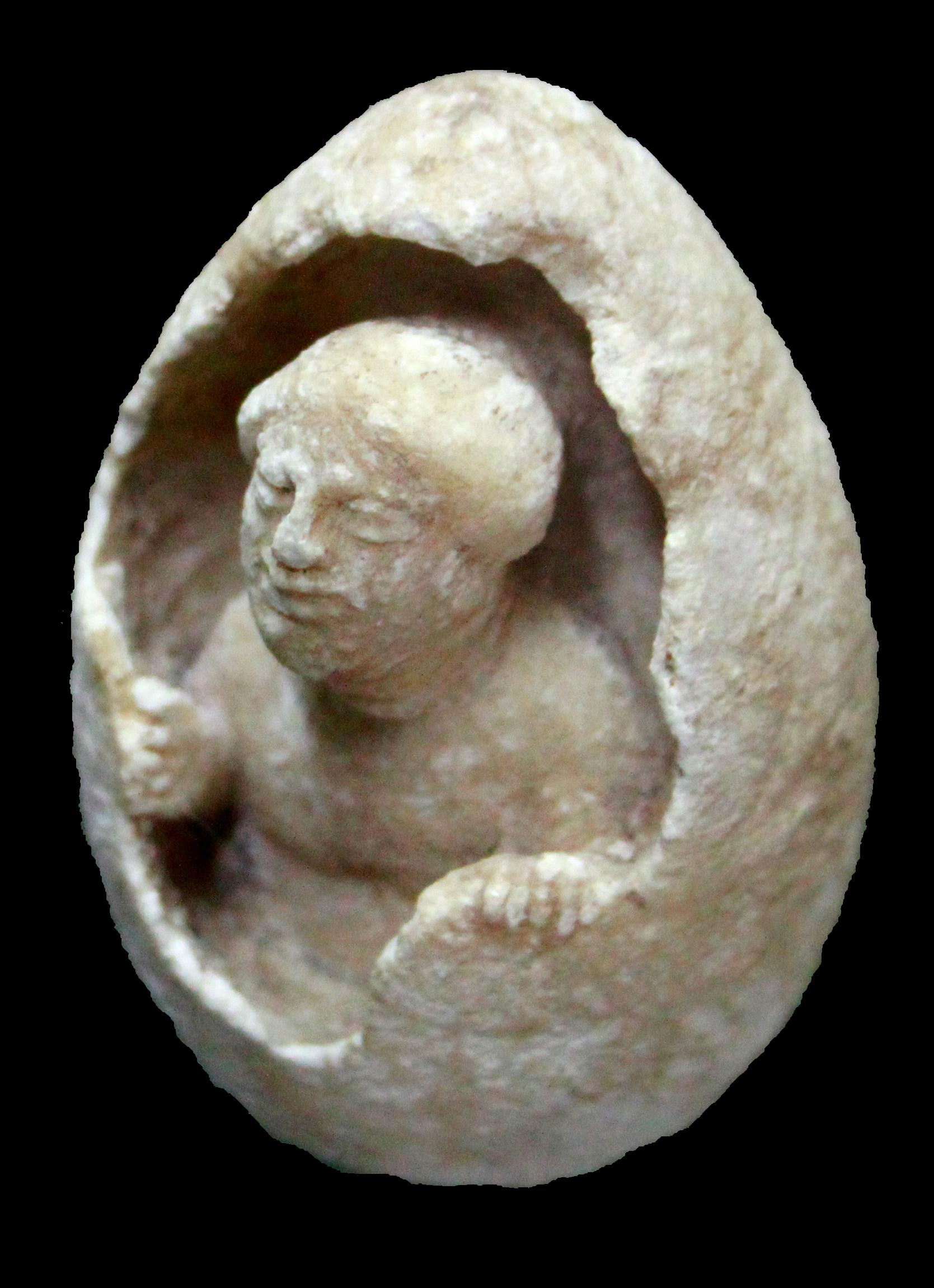
Nascita di Elena dall'uovo

Ab ovo è una locuzione latina, che tradotta letteralmente significa "dall'uovo", cioè "da molto lontano", "dalle più remote origini".

## Origine
La frase risale ad Orazio, (Ars poetica, 147), che nella sua Ars poetica avvisava di non mettersi a parlare della guerra di Troia cominciando appunto ab ovo. L'uovo in questione è quello generato da Leda dopo essere stata resa incinta da Giove sotto forma di cigno, dal quale nacquero da un lato i figli di Tindaro Castore e Polluce, e dall'altro Elena e Clitennestra.
L'equivalente italiano del proverbio initiare ab ovo è "cominciare da Adamo ed Eva", e nel linguaggio comune si suole citare quando qualcuno incomincia a raccontare una storia molto alla lontana.
Il consiglio di Orazio si concretizza nel verso successivo, che incita a condurre il lettore in medias res.